# 碎點魮
碎點魮（学名：Barbus atkinsoni）為輻鰭魚綱鯉形目鯉科魮屬的其中一個種。該物種於1969年由Roland G. Bailey描述，分布於非洲三比西河中下游，體長可達3.2公分。

## 扩展阅读
維基物種上的相關：碎點魮